# Hinojos

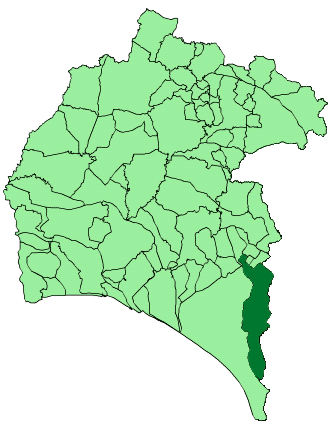
Bản đồ Hinojos, Huelva

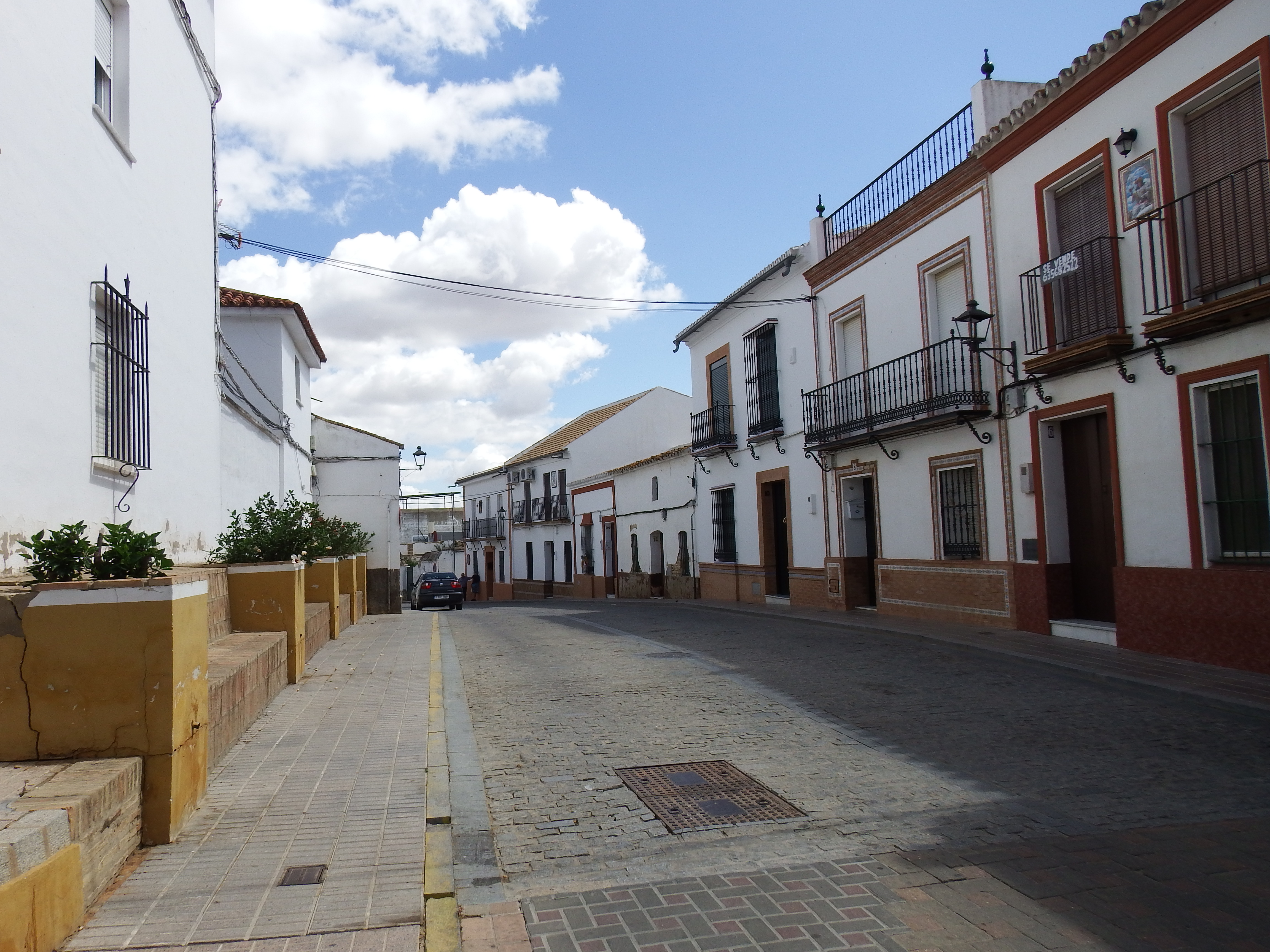

Hinojos là một thị trấn và đô thị ở tỉnh Huelva, Tây Ban Nha. Theo điều tra dân số năm 2005, đô thị này có dân số 3.726 người. Năm 2007, ước dân số 3.806 người. Đô thị này có diện tích 321 km² và mật độ dân số 11,6 người/km². Hinojos nằm cách tỉnh lỵ Huelva 59 km. Tọa độ địa lý là: 37º 17' độ vĩ bắc, 6º 22' độ kinh đông. Độ cao so với mực nước biển là 90 msnm 
Đô thị này giáp: Almonte, Pilas, Chucena và Villamanrique de la Condesa.